# D·J·克魯索
小丹尼爾·約翰·「DJ」·克魯索（英語：Daniel John "DJ" Caruso, Jr.，1965年1月17日—），美國男導演和製片人。他較著名的作品如《萬里追兇》（2002年）、《機動殺人》（2004年）、《金錢遊戲》（2005年）、《恐怖社區》（2007年）、《鷹眼》（2008年）、《獵殺第四行者》（2011年）和《山羊島》（2013年）。

## 個人生活
1991年7月6日，克魯索與女演員Holly Kuespert結婚，兩人分別有Brandon、Daniel、Sophia、Charlie與Sally這五個小孩。

## 作品列表

### 電影
- 《Cyclops, Baby》（1997年，短片）
- 《Black Cat Run》（1998年，電視電影）
- 《Mind Prey》（1999年，電視電影）
- 《萬里追兇》（The Salton Sea，2002年）
- 《機動殺人》（Taking Lives，2004年）
- 《金錢遊戲》（Two for the Money，2005年）
- 《恐怖社區》（Disturbia，2007年）
- 《鷹眼》（Eagle Eye，2008年）
- 《獵殺第四行者》（I Am Number Four，2011年）
- 《密室營救》（Inside，2011年）
- 《山羊島》（Standing Up，2013年）
- 《鬼開門》（The Disappointments Room，2016年）
- 《限制級戰警：重返極限》（xXx: The Return of Xander Cage，2017年）[3]
- 《谁可以这样爱我》（Redeeming Love，2022年）
- 《囚禁》（Shut In，2022年）
- 《瑪利亞》（Mary，2024年）

### 電視
- 《VR.5》（1996年）
- 《High Incident》（1996年）
- 《Buddy Faro》（1998年）
- 《過江龍》（Martial Law，1999年）
- 《The Strip》（1999年）
- 《末世黑天使》（Dark Angel，2001年）
- 《Going to California》（2001年）
- 《Robbery Homicide Division》（2002年）
- 《超人前傳》（Smallville，2002年）
- 《光頭神探》（The Shield，2002年-2006年）
- 《那時那地》（Over There，2005年）

## 外部連結
- D·J·克魯索在互联网电影资料库（IMDb）上的資料（英文）
- 在AllMovie上D·J·克魯索的頁面（英文）
- Q&A with D.J. Caruso
- DJ Caruso Interview